# Pengyang
Pengyang är ett härad som lyder under Guyuans stad på prefekturnivå i den autonoma regionen Ningxia i nordvästra Kina.